# Ostrobudki
Ostrobudki – wieś w Polsce położona w województwie wielkopolskim, w powiecie rawickim, w gminie Pakosław.
Wieś szlachecka Ostrobotki położona była w 1581 roku w powiecie kościańskim województwa poznańskiego.
W okresie Wielkiego Księstwa Poznańskiego (1815-1848) miejscowość należała do wsi większych w ówczesnym pruskim powiecie Kröben (krobskim) w rejencji poznańskiej. Ostrobudki należały do okręgu jutroszyńskiego tego powiatu i stanowiły odrębny majątek, którego właścicielem był wówczas (1846) Rogaliński. Według spisu urzędowego z 1837 roku wieś liczyła 153 mieszkańców, którzy zamieszkiwali 14 dymów (domostw). W skład majątku Ostrobudki wchodziły wówczas także wsie: folwark Dębianka (3 domy, 32 osoby), Niedźwiadki (11 domów, 64 osoby), Sworowski młyn (11 osób w jednym domu) oraz Ugoda (25 domów, 173 osoby).
W latach 1975–1998 miejscowość administracyjnie należała do województwa leszczyńskiego.

## Urodzeni w Ostrobudkach
- Rogeriusz Binkowski – polski kapłan, franciszkanin, minister prowincjalny Prowincji Niepokalanego Poczęcia NMP w Prusach i w Wielkim Księstwie Poznańskim w latach 1873–1890[6].